# Ізюмська телещогла
Ізюмська телещогла — телекомунікаційна щогла заввишки 201,35 м, споруджена у 1969 році в Ізюмі.
24 березня 2022 року стало відомо що у наслідок обстрілів російських окупантів телевежа фактично була зруйнована.
https://www.newsroom.kh.ua/ua/ukraine/u-merezhi-pokazaly-yak-vyglyadaye-televezha-v-izyumi-pislya-rosiyskyh-obstriliv-foto

## Характеристика
Висота вежі становить 201,35 м. Висота над рівнем моря — 165 м. Радіус потужності покриття радіосигналом становить 60 км. Прорахунок для DVB-T2 — 154  м.